# Angul
Angul, según Saxo Grammaticus en su Gesta Danorum, fue uno de los primeros reyes legendarios de la protohistoria de Dinamarca durante los primeros siglos de la Era cristiana. Primer ancestro de los anglos, hijo de Humblus y hermano de Danus (Dan) quien, a su vez, sería ancestro de los daneses. Saxo menciona que el reino de Angeln recibió su nombre de Angul. En la tradición escandinava, Angul no aparece en ninguna fuente, pero sí su hermano Dan.